# Битва над Кросною (1280)
Битва над Кросною — битва між руськими загонами Галицько-Волинського князівства та Королівством Польським. Відбулася 9 березня 1280 року біля Берестя на річці Кросна.
Місцеві сутички поблизу Берестя між польським загоном у 200 чоловік та руським загоном у 70 чоловік на чолі з берестейським воєводою Титом. Поляки розгромлені та втратили 80 чоловік вбитими й полоненими зі всім обозом.